# Никольский район (Пензенская область)
Нико́льский райо́н — административно-территориальная единица (район) и муниципальное образование (муниципальный район) в Пензенской области России.
Административный центр — город Никольск.

## География
Никольский район расположен в северо-восточной части Пензенской области. На севере и востоке граничит с Ульяновской областью, на юге — с Сосновоборским и Городищенским районами, на северо-западе с Лунинским районом Пензенской области и с Республикой Мордовия. Территория района имеет компактную конфигурацию. Протяжённость района с севера на юг 54 км, с запада на восток — 48 км.
Район занимает территорию 2511 км². По территории района протекает крупнейшая в Пензенской области река Сура, и её притоки — Айва, Инза. Климат умеренно континентальный, с выраженными временами года. Рельеф местности равнинный, с небольшими возвышенностями. Почвы в основном тёмно-серые и серые лесные. 131082 га или 52,2 % от всех земель района — это земли лесного фонда, которые находятся в федеральной собственности. Ведение лесного хозяйства осуществляется 4 лесничествами, одним лесхозом и Пензенским государственным лесоохотничьим хозяйством. Земли поселений, предприятий и организаций, водного фонда, земли запаса составляют 9940,4 га или 4 %.

## История
Решением ВЦИК СССР 16 июля 1928 года из 7 волостей Городищенского уезда Пензенской губернии организован Николо-Пестровский район с административным центром р. п. Николо-Пестровка в составе Кузнецкого округа Средне-Волжской области.
С 1929 года район в составе Средневолжского края, с 1936 года — в Куйбышевской области.
4 февраля 1939 года район передан в состав вновь образованной Пензенской области.
15 апреля 1954 года рабочий посёлок Николо-Пестровка преобразован в город Никольск, а район переименован в Никольский.
1 февраля 1963 года город Никольск отнесён к категории городов областного подчинения, а Никольский район был упразднён, его территория вошла в состав Городищенского района.
3 марта 1964 года Никольский район был восстановлен, а 12 января 1965 года город Никольск вновь стал городом районного подчинения.
В соответствии с Законом Пензенской области от 2 ноября 2004 года № 690-ЗПО в районе образовано 2 городских и 14 сельских поселений (сельсоветов), установлены границы муниципальных образований.
22 декабря 2010 года в соответствии с Законом Пензенской области № 1992-ЗПО были упразднены Аришкинский, Большепермиевский, Соколовский и Староселенский сельсоветы с включением их территорий в состав других сельсоветов.

## Население
| 1939    | 1959    | 1970    | 1979    | 1989    | 2002    | 2009    |
| ------- | ------- | ------- | ------- | ------- | ------- | ------- |
| 43 658  | ↗49 675 | ↗60 586 | ↘50 619 | ↘46 619 | ↘39 175 | ↘36 290 |
| 2010    | 2011    | 2012    | 2013    | 2014    | 2015    | 2016    |
| ↘34 271 | ↘34 137 | ↘33 778 | ↘33 433 | ↘32 822 | ↘32 213 | ↘31 485 |
| 2017    | 2018    | 2021    |         |         |         |         |
| ↘31 033 | ↘30 231 | ↘28 508 |         |         |         |         |

### Урбанизация
В городских условиях (город Никольск и рабочий посёлок Сура) проживают  75,37 % населения района.

### Национальный состав
84,3 % — русские; 13,1 % — мордва; 1,1 % — татары и 1,5 % — представители прочих национальностей.
На территории района компактно проживают мордва (в сёлах Карамалы, Алово, Сабаново, Большое Пермиёво) и татары (с. Усть-Инза)

## Административное деление
В Никольский район как административно-территориальное образование входят 1 город районного значения, 1 рабочий посёлок (пгт) и 10 сельсоветов.
В муниципальный район входят 12 муниципальных образований, в том числе 2 городских поселения и 10 сельских поселений.
| №        | Муниципальное образование     | Административный центр        | Количество населённых пунктов | Население | Площадь, км2 |
| -------- | ----------------------------- | ----------------------------- | ----------------------------- | --------- | ------------ |
| 1e-06    | Городские поселения:          |                               |                               |           |              |
| 1        | город Никольск                | город Никольск                | 1                             | ↘19 873   | 12,69        |
| 2        | рабочий посёлок Сура          | рабочий посёлок Сура          | 1                             | ↘1614     | 3,95         |
| 2.000002 | Сельские поселения:           |                               |                               |           |              |
| 3        | Ахматовский сельсовет         | село Ахматовка                | 6                             | ↘634      | 312,08       |
| 4        | Базарно-Кеньшенский сельсовет | село Базарная Кеньша          | 2                             | ↘289      | 91,06        |
| 5        | Ильминский сельсовет          | село Ильмино                  | 8                             | ↘871      | 549,52       |
| 6        | Казарский сельсовет           | село Казарка                  | 6                             | ↘676      | 313,83       |
| 7        | Карамальский сельсовет        | село Карамалы                 | 3                             | ↗343      | 176,49       |
| 8        | Керенский сельсовет           | село Прудное                  | 4                             | ↘665      | 232,17       |
| 9        | Маисский сельсовет            | село Маис                     | 6                             | ↘908      | 211,55       |
| 10       | Нижнешкафтинский сельсовет    | село Нижний Шкафт             | 5                             | ↘602      | 239,02       |
| 11       | Ночкинский сельсовет          | железнодорожная станция Ночка | 7                             | ↘1121     | 187,49       |
| 12       | Усовский сельсовет            | село Столыпино                | 3                             | ↘912      | 181,95       |

### Населённые пункты
В Никольском районе 52 населённых пункта.
| №  | Населённый пункт | Тип                     | Население | Муниципальное образование     |
| -- | ---------------- | ----------------------- | --------- | ----------------------------- |
| 1  | Александровка    | деревня                 | 44        | Ильминский сельсовет          |
| 2  | Алово            | село                    | ↘11       | Карамальский сельсовет        |
| 3  | Аришка           | село                    | ↘279      | Нижнешкафтинский сельсовет    |
| 4  | Ахматовка        | село                    | ↘199      | Ахматовский сельсовет         |
| 5  | Базарная Кеньша  | село                    | ↗300      | Базарно-Кеньшенский сельсовет |
| 6  | Большое Пермиево | село                    | ↘241      | Казарский сельсовет           |
| 7  | Вечкилей         | село                    | ↘102      | Казарский сельсовет           |
| 8  | Гремячевка       | село                    | ↘4        | Ильминский сельсовет          |
| 9  | Журавли          | посёлок                 | 0         | Ильминский сельсовет          |
| 10 | Заречный         | посёлок                 | 43        | Ночкинский сельсовет          |
| 11 | Зеленодольское   | село                    | ↘304      | Керенский сельсовет           |
| 12 | Ильмино          | село                    | ↘765      | Ильминский сельсовет          |
| 13 | Исаевка          | село                    | ↘27       | Нижнешкафтинский сельсовет    |
| 14 | Казарка          | село                    | ↘339      | Казарский сельсовет           |
| 15 | Карамалы         | село                    | ↘357      | Карамальский сельсовет        |
| 16 | Кенчурка         | село                    | ↘8        | Маисский сельсовет            |
| 17 | Кивлей           | деревня                 | 3         | Керенский сельсовет           |
| 18 | Коржевка         | село                    | ↘5        | Ахматовский сельсовет         |
| 19 | Корневой         | посёлок                 | 2         | Ахматовский сельсовет         |
| 20 | Кочетовка        | деревня                 | 43        | Маисский сельсовет            |
| 21 | Кравково         | село                    | ↘238      | Ночкинский сельсовет          |
| 22 | Красное          | село                    | ↘28       | Усовский сельсовет            |
| 23 | Лопуховка        | село                    | ↘107      | Базарно-Кеньшенский сельсовет |
| 24 | Маис             | село                    | ↘957      | Маисский сельсовет            |
| 25 | Малое Пермиево   | деревня                 | 15        | Казарский сельсовет           |
| 26 | Маховка          | деревня                 | ↘164      | Ночкинский сельсовет          |
| 27 | Мичкас           | село                    | ↘66       | Нижнешкафтинский сельсовет    |
| 28 | Мокрая Поляна    | село                    | ↘98       | Керенский сельсовет           |
| 29 | Нечаевка         | село                    | ↘18       | Ильминский сельсовет          |
| 30 | Нижний Шкафт     | село                    | ↘547      | Нижнешкафтинский сельсовет    |
| 31 | Никитянка        | село                    | ↘1        | Нижнешкафтинский сельсовет    |
| 32 | Никольск         | город                   | ↗19 873   | город Никольск                |
| 33 | Новая Селя       | село                    | ↘90       | Ахматовский сельсовет         |
| 34 | Новиковка        | село                    | ↘132      | Казарский сельсовет           |
| 35 | Новоараповка     | деревня                 | 70        | Ночкинский сельсовет          |
| 36 | Ночка            | деревня                 | 20        | Ночкинский сельсовет          |
| 37 | Ночка            | железнодорожная станция | ↘526      | Ночкинский сельсовет          |
| 38 | Павловка         | село                    | ↘228      | Маисский сельсовет            |
| 39 | Покровка         | деревня                 | 82        | Маисский сельсовет            |
| 40 | Прудное          | село                    | ↘412      | Керенский сельсовет           |
| 41 | Родники          | посёлок                 | 2         | Маисский сельсовет            |
| 42 | Сабаново         | село                    | ↘23       | Карамальский сельсовет        |
| 43 | Серман           | село                    | ↘419      | Ахматовский сельсовет         |
| 44 | Соколовка        | село                    | ↘168      | Ильминский сельсовет          |
| 45 | Старая Селя      | село                    | ↘158      | Ахматовский сельсовет         |
| 46 | Столыпино        | село                    | ↘1084     | Усовский сельсовет            |
| 47 | Субботино        | деревня                 | ↘457      | Ночкинский сельсовет          |
| 48 | Сура             | рабочий посёлок         | ↘1614     | рабочий посёлок Сура          |
| 49 | Тюнярь           | село                    | ↘209      | Казарский сельсовет           |
| 50 | Усовка           | село                    | ↘35       | Усовский сельсовет            |
| 51 | Усть-Инза        | село                    | ↘245      | Ильминский сельсовет          |
| 52 | Черняевка        | деревня                 | 0         | Ильминский сельсовет          |

Упразднённые населённые пункты:
- 2000 год — деревни Рундейка Нижнешкафтинского сельсовета и Кайсаровка Ночкинского сельсовета[23].
- 2004 год — село Ключи[24].

- 2006 год — Аншлейка
- 2008 год — Ребровка
- 2009 год — деревня Заборовка[25]

## Экономика
Экономика района включает в себя сельское хозяйство, лёгкую, пищевую, стекольную промышленности, промышленность строительных материалов.
На территории района зарегистрировано 6 промышленных предприятий всех форм собственности. Район располагает значительным промышленным потенциалом, так как загруженность мощностей составляет 55 — 60 процентов. Основные виды выпускаемой продукции промышленными предприятиями района: изделия из стекла и хрусталя, светотехническое оборудование, хлебобулочные изделия, безалкогольные напитки, кондитерские изделия, макаронные изделия, масло животное, цельномолочная и кисломолочная продукция, сухое обезжиренное молоко, мука, спирт, пиломатериал.
В районе зарегистрированы и действуют 956 частных предпринимателей малого и среднего бизнеса.
Всего в районе 6 сельскохозяйственных предприятий, создано районное агропромышленное объединение, в которое входят 3 хозяйства. Зарегистрированы и работают 58 крестьянско-фермерских хозяйств. Преобладающим направлением деятельности является производство зерна, кормов и мясо-молочное скотоводство.
Основные природные ресурсы района — известь, мёл, глина, песок, трепел, торф. По территории Никольского района проходит Куйбышевская железная дорога со станциями Сура, Чаис, Маис, Ночка. Существовала узкоколейная железная дорога от станции Ночка до города Никольск. Имеются автомагистрали с асфальтовым покрытием на трассу Москва — Челябинск, Никольск — Инза. Никольск — Сосновоборск, Никольск — Городище, магистральный газопровод «Исса — Никольск», городские и межпоселковые газопроводы низкого и высокого давления.

## Культура и образование, средства массовой информации, социальная инфраструктура
Система здравоохранения района включает в себя центральную районную больницу, поликлинику, одну участковую больницу, 3 врачебных амбулатории и 21 ФАП.
Сеть образовательных учреждений состоит из 13 дошкольных учреждений, 6 основных образовательных школ, 13 средних общеобразовательных школ. В районе действует профессиональное училище, которое готовит специалистов массовых профессий: выдувальщиков стеклоизделий, прессовщиков горячего стекла, токарей, электромонтёров, разрисовщиков по стеклу, поваров, продавцов. В образовательное пространство района входят школы раннего развития, учебно-консультационный пункт, детско-юношеская спортивная школа, при которой функционирует бассейн «Лазурный», Дом детского творчества, дистанционные подготовительные курсы Пензенских вузов.
Культуру района представляют 24 клубных учреждения, в том числе 18 домов культуры и 25 библиотек. В районе созданы и действуют 9 социокультурных центров. При районном доме культуры действуют духовой оркестр, основанный в 1900 году, и оркестр русских народных инструментов, основанный в 1904 году. Работает уникальный музей стекла и хрусталя, созданный в 1789 году.
Функционируют 3 школы искусств с музыкальным отделением, хореографическим, изобразительных искусств, декоративно-прикладного искусства, искусства эстрады, художественным. Историческими памятниками являются дом Бахметьевых-Оболенских, построенный в 1862 году, здание заводоуправления, построенное в 1792 году, имения Столыпиных, Шуваловых. К достопримечательным объектам относятся обелиск воинам ВОВ, мемориальный комплекс, посвященный воинам ВОВ, памятник воинам-афганцам. В р. п. Сура расположен один из крупнейших в области памятник природы «Сурский дендроучасток» площадью 2,5 га. Основан в конце XVIII века.
С Никольским районом связаны имена таких известных деятелей России, как Л. Н. Толстого, композитора В. В. Андреева, скульптора В. И. Мухиной, писателя В. Садовского, поэта А. А. Фета, писателя Б. Полевого, народной артистки РСФСР Г. Каревой. Все они бывали в Никольском крае, который нашёл своё отражение в их творчестве.
В селе Алове родился писатель Василий Радаев. В селе Сабаново родился учёный физик Г.Н. Макаров.
Средства массовой информации в районе представляют районная газета «Знамя труда» с общим тиражом 6070 экземпляров и местная студия телевидения «Никольск ТВ».